# Língua gawar-bati
Gawar-Bati ou Narsati é uma língua indo-arianas do subgrupo dárdico falada em Chitral do norte do Paquistão, e do outro lado da fronteira no Afeganistão. Também é conhecido como Aranduyiwar em Chitral porque é falado em Arandu, Khyber Pakhtunkhwa, a última aldeia no baixo Chitral e também fica do outro lado da fronteira de Berkot no Afeganistão. Existem cerca de 9 milfalantes de Gawar-Bati, sendo 1.500 no Paquistão e 7.500 no Afeganistão. O nome Gawar-Bati significa "discurso dos Gawar", um povo detalhado pelos Cacopardos em seu estudo do Hindu Kush.

## Estudo e classificação
A língua Gawar-Bati não recebeu estudo sério por linguistas, exceto que é mencionado por George Morgenstierne (1926) e Kendall Decker (1992).
É classificada como uma  indo-ariana do subgrupo dárdico. No entanto, o termo Dardic não é linguístico, mas meramente geográfico.

## Escrita
A língua usa a escrita Árabe com 45 letras.

## Fonologia
As tabelas a seguir apresentam a fonologia da língua Gawar-Bati:

### Consoantes
A breathy voiced series, /bʱ dʱ gʱ/, existed recently in older speakers—and may still do so.
|             |                   | Labial    | Coronal | Retroflexa | Palatal | Velar | Glotal |
| ----------- | ----------------- | --------- | ------- | ---------- | ------- | ----- | ------ |
| Nasal       | Nasal             | m         | n       | ɳ          |         |       |        |
| Oclusiva    | surda             | p         | t       | ʈ          |         | k     |        |
| Oclusiva    | sonora            | b         | d       | ɖ          |         | ɡ     |        |
| Oclusiva    | aspirada          | pʰ [pf f] | tʰ      | ʈʰ         |         | kʰ    |        |
| Africada    | surda             |           | ts      | tʂ         | tʃ      |       |        |
| Africada    | sonora            |           | (dz)    |            | dʒ      |       |        |
| Africada    | Aspirada          |           | tsʰ     |            | (tʃʰ)   |       |        |
| Fricativa   | surda             |           | s       | ʂ          | ʃ       | x     | h      |
| Fricativa   | sonora            |           | z       |            | ʒ       | ɣ     |        |
| Aproximante | Aproximante       |           |         |            | j       | w     |        |
| Lateral     | plana             |           | l       |            |         |       |        |
| Lateral     | lateral fricativa |           | ɬ ~ l̥   |            |         |       |        |
| Rótica      | Rótica            |           | r       | ɽ          |         |       |        |

### Vogais
|         | Anterior | Central | Posterior |
| ------- | -------- | ------- | --------- |
| Fechada | i iː     |         | u uː      |
| Medial  | (e) eː   |         | (o) oː    |
| Aberta  |          | a aː    |           |

O status de /e/ e /o/ curto não é claro.